# The Message (album)
The Message – debiutancki album Grandmaster Flash and the Furious Five, wydany w 1982 roku.
Utwór „The Message” wykorzystano w grze komputerowej Grand Theft Auto: Vice City, a „Scorpio” w grze Need for Speed: Carbon. W 2004 utwór został sklasyfikowany na 51. miejscu listy 500 utworów wszech czasów magazynu Rolling Stone.

## Lista utworów
1. „She's Fresh” – 4:57
2. „It's Nasty” – 4:19
3. „Scorpio” – 4:55
4. „It's a Shame” – 4:57
5. „Dreamin'” – 5:47
6. „You Are” – 4:51
7. „The Message” – 6:31
8. „The Adventures Of Grandmaster Flash On The Wheels Of Steel” – 7:11

## Twórcy
- Doug Wimbish – gitara basowa
- Skip McDonald – gitara
- Reggie Griffin, Jiggs, Sylvia Robinson – Prophet Sequential
- Gary Henry, Dwain Mitchell – keyboard
- Keith Leblance – perkusja
- Edward Fletcher – instrumenty perkusyjne
- Chops Horn Section – trąbka